# Askós (Thessalonique)
Askós (grec moderne : Ασκός) est une localité située dans le dème de Langadás, dans le district régional de Thessalonique, dans la periphérie de Macédoine-Centrale, en Grèce.
Selon le recensement de 2011, elle compte 1 426 habitants.